# Suruzum

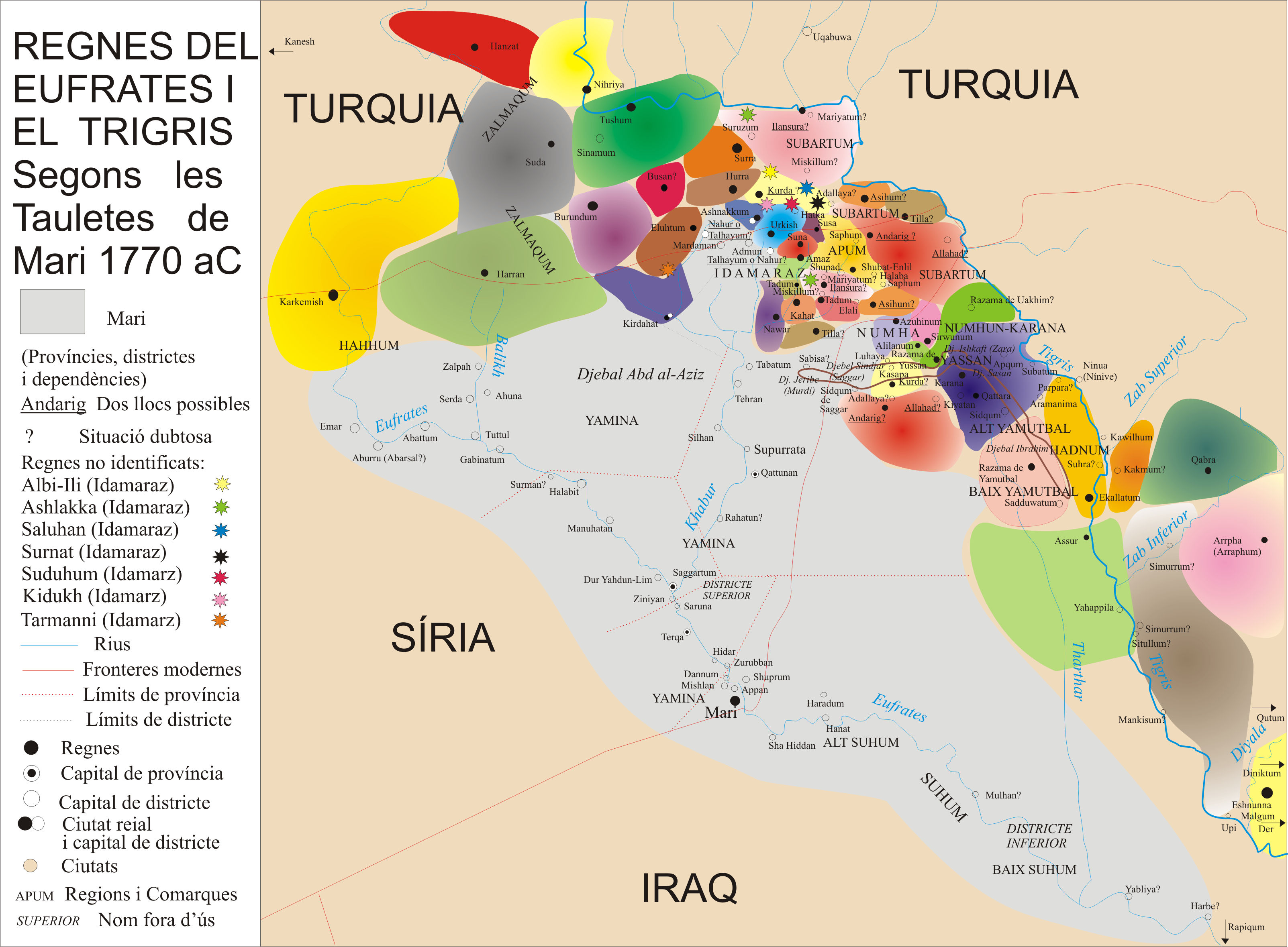
Mapa

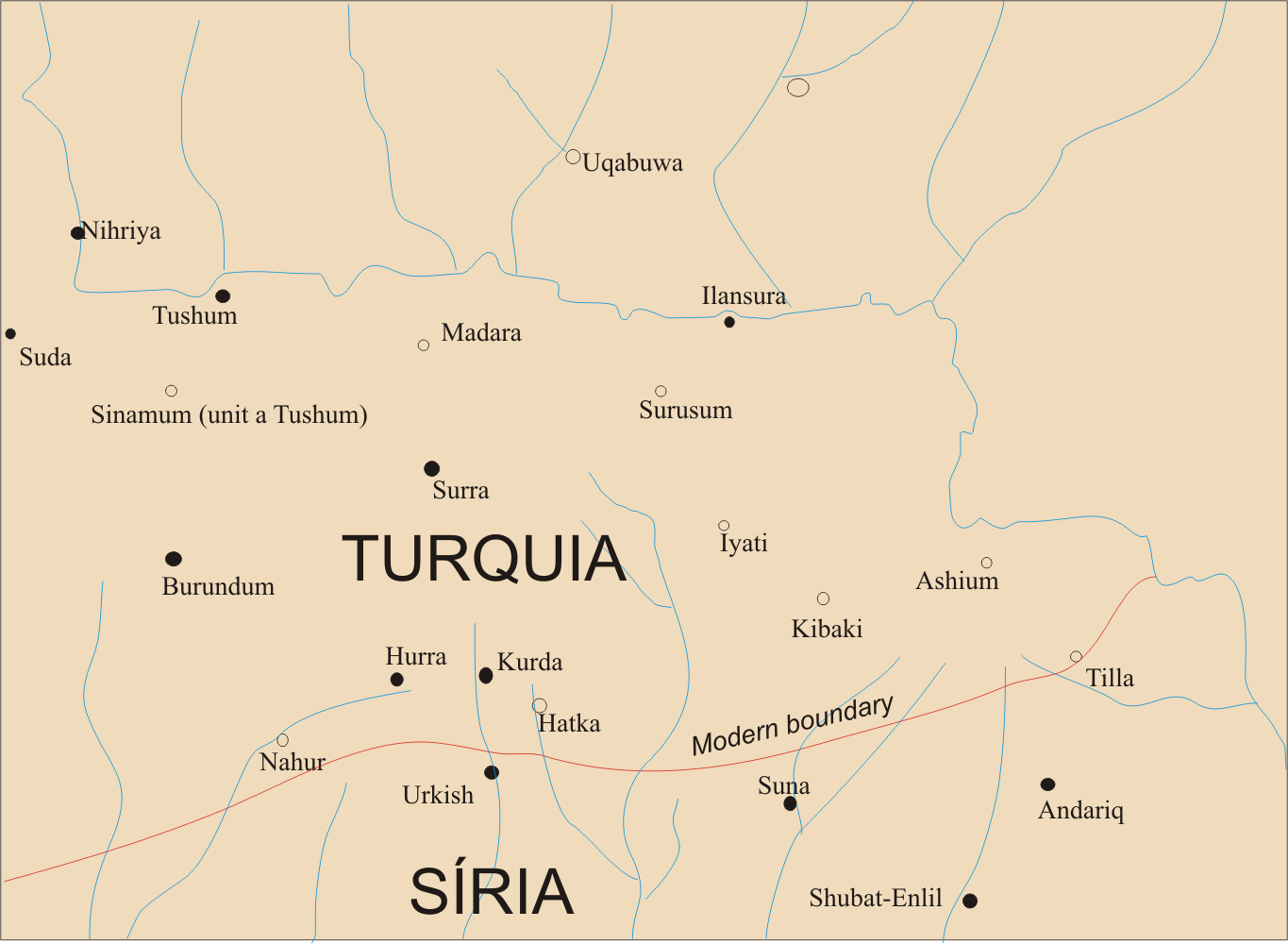
Situació de Suruzum o Surusum

Suruzum o Surusum fou una ciutat i, en almenys un moment, un regne de la zona del triangle del Khabur probablement a prop d'Urkish. S'esmenta a la primera meitat del segle xviii aC a les tauletes de Mari.
Ashkur-Addu fou possiblement rei de la ciutat abans de ser-ho de Karana. La ciutat hauria estat normalment una dependència de Shubat-Enlil o d'Ashnakkum.